# Йота Часов b
Йота Часов b, также известная как HR 810 b — экзопланета, обнаруженная у подобной Солнцу звезды Йота Часов, находящейся на расстоянии примерно 50 световых лет от Солнечной системы в созвездии Часы. Масса этой планеты составляет как минимум 1,94 массы Юпитера, однако предварительные астрометрические исследования говорят о том, что масса объекта может достигать 24 масс Юпитера, что сделало бы его коричневым карликом.